# Beyneu (ort i Kazakstan)
Beyneu (kazakiska: Beyneū) är en ort i Kazakstan. Den ligger i oblystet Mangghystau, i den västra delen av landet, 1 400 km sydväst om huvudstaden Astana. Beyneu ligger 6 meter över havet och antalet invånare är 14 245.
Terrängen runt Beyneu är platt, och sluttar norrut.  Trakten runt Beyneu är nära nog obefolkad, med mindre än två invånare per kvadratkilometer. Trakten runt Beyneu är ofruktbar med lite eller ingen växtlighet.